# 川田達男
川田 達男（かわだ たつお、1940年1月27日 - ）は、日本の実業家。セーレン株式会社代表取締役会長・最高経営責任者、北陸電力社外取締役、ダイキン工業社外取締役、元福井商工会議所会頭（2009年3月1日 - 2019年10月31日）、北陸経済連合会常任理事（元副会長）。

## 人物
福井県福井市生まれ。福井県立高志高等学校、明治大学経営学部卒（土屋喬雄ゼミ）。
平成27年秋の叙勲にて、旭日中綬章を受章 。創業120年を超える地元大手企業であるセーレン株式会社がかつて経営不振にあえいでいた1987年、47歳の若さで創業家から経営を託され、代表取締役に就任。
赤字続きで存続の危機にあった同社を再生させたことで知られる。
2005年には経営破綻したカネボウ株式会社の繊維事業を買収し、まず不可能と思われた再建に成功、繊維業界を大いに驚かせた
 。
その経営手腕や先進性とともに、穏やかながらも歯に衣着せぬ実直な人柄もあり、入社当時は多くなかった大卒社員ながら、同業大手からの下請け仕事に甘んじた創造性の無い会社体質に異議を唱え、『手だけあって頭の無い会社』と入社早々批判した ことから、社内で最も古い工場の現業職に左遷され、その後営業職となるも社の問題を指摘すると再び左遷の憂き目にあい、課長職への昇進は同期で最も遅れた。しかしこのように上層部から、いわば”異端児”とされながらも、臥薪嘗胆の中にあって持ち前のバイタリティーと創造力、仲間からの支持と助力を得る事で徐々に評価を得て経営トップに上り詰めたことが知られており、地元では現場を知り、人を知る名経営者と語られる事が多い。
最近は少子高齢化を踏まえ、地元福井県の産業転文化の振興に注力する とともに、時代の変化をいち早く捉え、AI、ioTなどによる産業構造や雇用の激変などへの対応を繰り返し強く訴えている。
座右の銘は 『流汗悟道』、読売ジャイアンツの熱烈なファンで、特に長嶋・王選手には青年の頃から思い入れがあり、逆境の時、『”常日頃の努力を意味する” この言葉と共にONの華やかな舞台の裏にある努力と苦労を思い、元気を得た』と述べている。
自らも県立高志高校時代、野球部で活躍し、3年生の夏、甲子園を目指した地区予選では、3番ショートで出場、準決勝に進んでいる。

## 経歴
- 1962年3月 - 福井精練加工株式会社入社
- 1976年 - 営業開発部時代に繊維製自動車シートを大ヒットさせる[12]。
- 1981年8月 - セーレン株式会社取締役
- 1985年8月 - 同社常務取締役
- 1987年8月 - 同社代表取締役社長
- 2003年6月 - 同社代表取締役社長兼最高執行責任者
- 2005年10月 - 同社代表取締役社長兼最高経営責任者兼最高執行責任者
- 2008年6月 - 北陸電力株式会社監査役
- 2009年3月 - 福井商工会議所会頭
- 2009年6月 - 株式会社北陸銀行監査役
- 2011年6月 - セーレン株式会社代表取締役会長兼社長兼最高経営責任者兼最高執行責任者
- 2013年6月 - 株式会社ほくほくフィナンシャルグループ監査役
- 2014年6月 - セーレン株式会社代表取締役会長兼最高経営責任者（現職）
- 2014年8月 - Seiren U.S.A. Corporation取締役会長（現職）
- 2015年6月 - 北陸電力株式会社取締役（現職）
- 2016年6月 - ダイキン工業株式会社取締役（現職）
- 2016年7月 - 同社人事諮問委員会委員、報酬諮問委員会委員
- 2017年6月 - 株式会社ほくほくフィナンシャルグループ取締役（監査等委員）（現職）
- 2021年7月 - ダイキン工業株式会社人事諮問委員会委員長（現職）、報酬諮問委員会委員長（現職）

## テレビ出演
- 日経スペシャル カンブリア宮殿 元窓際族社長のアパレル革命 ～会社を変えた反逆経営術（2010年7月5日、テレビ東京）[12]

## 書籍

### 著書
- 『私の経営学(5)』（著者:江尻義久 大須賀正孝 羽鳥兼市 川田達男 富山幹太郎）（2016年9月1日、商工中金経済研究所）ISBN 9784904735282

## 外部サイト
- 代表者挨拶 - セーレン